# 고위공직자범죄수사처 인사위원회
고위공직자범죄수사처 인사위원회는 처장 및 차장을 제외한 고위공직자범죄수사처 소속 '수사처검사'들의 인사에 관한 중요 사항을 심의·의결하기 위해 설치된 고위공직자범죄수사처 소속 위원회이다.

## 설치 근거
- 고위공직자범죄수사처 설치 및 운영에 관한 법률(이하 '법률') 제9조 제1항
  - 고위공직자범죄수사처 검사 인사규칙 제7조, 제9조

## 구성
- 법률 제3조 제2항에 따라, 위원회는 당연직 위원장인 처장 1명을 포함하며 총 7명의 위원으로 구성한다.
- 법률 제3조 제3항, 규칙 제7조에 따라 위원은 다음과 같은 사람으로 구성된다.
  - 처장
  - 차장
  - 학식과 덕망이 있고 각계 전문 분야에서 경험이 풍부한 사람으로서 처장이 위촉한 사람 1명
  - 대통령이 소속되거나 소속되었던 정당의 교섭단체가 추천한 2명
  - 제4호의 교섭단체 외의 교섭단체가 추천한 2명

## 같이 보기
- 대한민국 고위공직자범죄수사처